# Beggen
Beggen és un dels 24 barris de la ciutat de Luxemburg. El 2012 tenia 3.047 habitants.
Està situat al nord de la ciutat, la zona és més coneguda pel Football Club Avenir Beggen i l'estadi Henri Dunant. L'ambaixada de Rússia a Luxemburg també està localitzada al castell de Beggen en aquest barri.